# 利府ジャンクション
利府ジャンクション（りふジャンクション）は、宮城県宮城郡利府町にあるジャンクションである。三陸縦貫自動車道と仙台北部道路がここで分岐、合流する。

## 構造

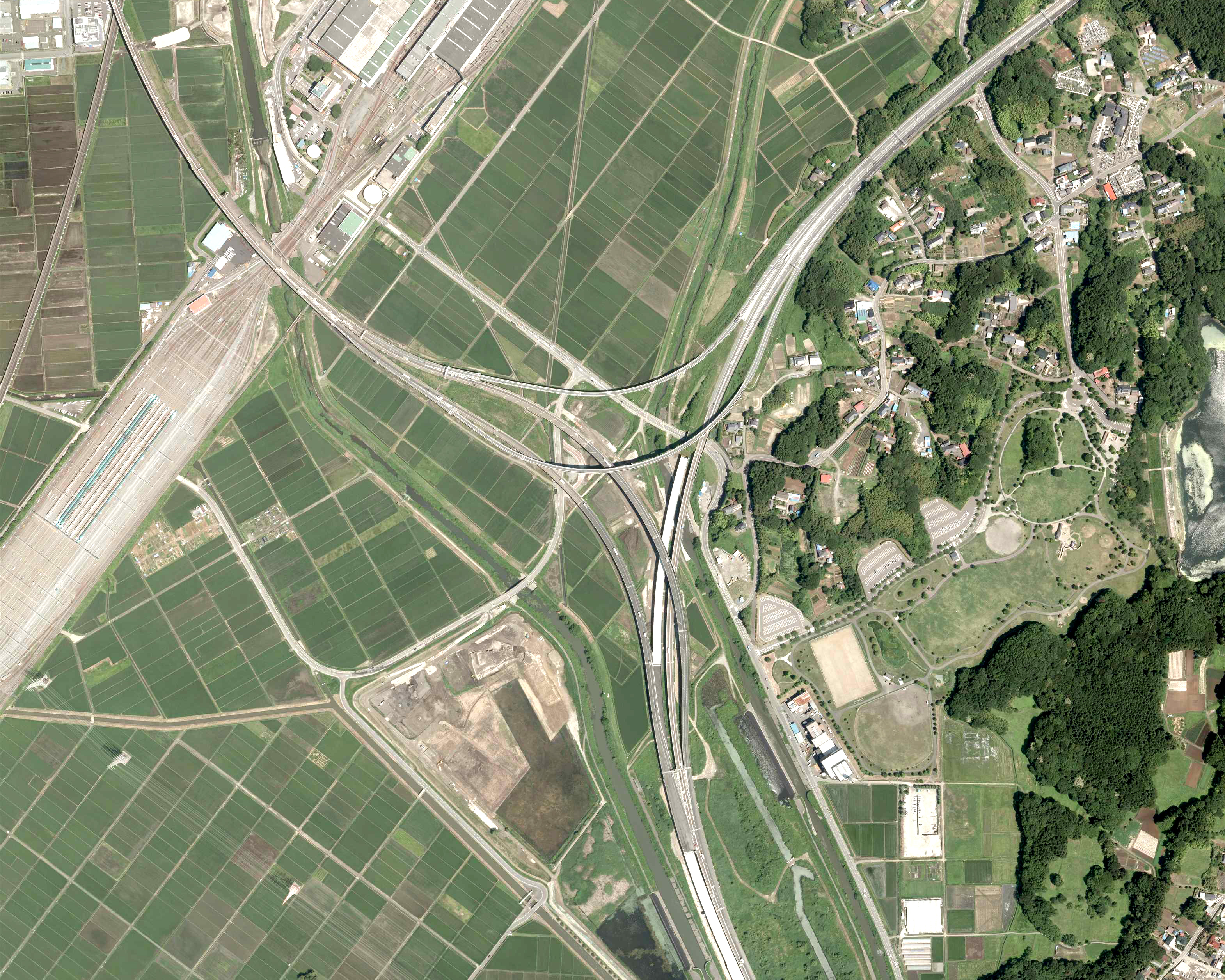
利府ジャンクション周辺の空中写真。
。
（2015年7月2日撮影の画像を使用作成。）

このジャンクションは三陸道から仙台北部道路が分岐する形状である。現在水戸インターチェンジ方面 - 石巻方面（本線）が片側2車線100 km/h規制、その他のランプウェイは1車線60 km/h規制で運用されているが、東北道方面と相馬方面のランプウェイは、橋梁の幅が2車線分確保されていてカーブも緩やかで2車線分の舗装が完了しているため、ローコストで車線増設、制限速度引き上げが可能である。
中核国際港湾や特定重要港湾などに指定されている仙台塩釜港、特定第三種漁港の石巻漁港や塩釜漁港、国道4号仙台バイパスと国道45号とが形成する苦竹インターチェンジ周辺に広がる東部流通団地・東部工業団地、黒川郡の仙台北部中核工業団地、仙台空港と臨空工業団地など、このジャンクションは宮城県あるいは東北地方の工業・流通に関わる重要な施設を結ぶという産業的な面に加え、仙台市都心部と日本三景・松島や三陸海岸の三陸復興国立公園とを結ぶという観光面、県下最大の仙台都市圏と第二の石巻圏とを結ぶという交通面など、多様な面で重要度が高い。しかし、建設地および周辺は仙塩地区にあって、JR東日本の東北新幹線、東北本線（利府支線）、新幹線総合車両センターなどの重要鉄道施設、国道45号や宮城県道8号仙台松島線（利府街道）などの幹線道路、陸奥国府・多賀城とそれに付随する遺跡や宗教施設が多く集まっており、さらに当地では長町 - 利府線（活断層）に沿って松島丘陵に鋭角に仙台平野が入り込んでいるという地形的な特徴がある。そのため、経路の標高差の克服、既にある地上の建造物に支障を与えたり遺跡を破壊したりしないなどを考慮して、盛り土ではなく高架によって建設された。

## 歴史
当初の計画では、2001年（平成13年）の第56回国民体育大会前に、このジャンクションおよび仙台都市圏環状自動車専用道路が全通することになっていたが、完成はずれ込んだ。
まず、仙台東部道路を宮城県道23号仙台塩釜線（産業道路）上に仙台東部高架橋 (L=4,390 m)で仙台港北インターチェンジまで通し、ここから三陸自動車道を陸奥国府・多賀城を迂回するように多賀城高架橋 (L=3,734 m)で通した。そして、三陸自動車道から利府高架橋（L=1,815 m）で仙台北部道路が分岐するY字形のジャンクションとして供用開始された。供用開始日は2002年（平成14年）5月19日で、仙台北部道路（当時は利府ジャンクション - 利府しらかし台インターチェンジ）の開通日と同じであり、同年5月31日から開催された2002 FIFAワールドカップの会場の1つである宮城スタジアムへのアクセス向上が期待された。
3方向の道路が集約するジャンクションである為、「フルジャンクション」なら6通りの接続があるが、仙台北部道路上り線（東北自動車道方面）から三陸自動車道下り線（松島海岸インターチェンジ・石巻河南インターチェンジ方面）、および、三陸自動車道上り線（松島・石巻方面）から仙台北部道路下り線（東北道方面）への2通りは接続していない「ハーフジャンクション」での供用開始であった。
ランプ橋を付加してフルジャンクション化する工事が2007年（平成19年）3月に始まり、総工費53億円をかけて2010年（平成22年）10月22日に完成した。

### 年表
- 1997年（平成9年）3月27日 - 三陸自動車道（仙塩道路）の仙台港北インターチェンジ - 利府中インターチェンジ間が供用開始。
- 2001年（平成13年） - 新世紀・みやぎ国体が利府町の宮城県総合運動公園（グランディ・21）を中心に開催された。
- 2002年（平成14年）
  - 5月19日 - 仙台北部道路の利府ジャンクション・利府しらかし台インターチェンジ間が開通し、利府ジャンクションはハーフジャンクションとして供用開始。
  - 5月31日よりFIFAワールドカップ日韓大会が開催され、グランディ・21の宮城スタジアムで3試合が行われた。
- 2007年（平成19年）3月 - 利府ジャンクションのフルジャンクション化工事開始。
- 2010年（平成22年）
  - 3月27日 - 利府しらかし台インターチェンジ・富谷ジャンクション間が供用開始され、仙台都市圏環状自動車専用道路（ぐるっ都・仙台）が全線開通。
  - 10月22日 - 利府ジャンクションがフルジャンクションとして供用開始。

## 道路
- E6 / E45 三陸自動車道（38番/2番）
- E6 仙台北部道路（38番）

## 隣
E6 / E45 三陸自動車道（仙塩道路）
(37) 多賀城IC - (38/2) 利府JCT - (3) 利府塩釜IC
E6 仙台北部道路
(38) 利府JCT - (39) 利府しらかし台IC